# Grado ANITA
Con la denominación grado ANITA se conoce al grupo de plantas angiospermas situadas basalmente en los árboles filogenéticos. Se les llama también angiospermas basales o grado ANA y forman un grupo parafilético con relación a las demás angiospermas. ANITA deriva de cinco grupos de angiospermas: Amborella (único género de un arbusto de Nueva Caledonia), Nymphaeales (plantas acuáticas), Illiciales y  Trimeniaceae-Austrobaileya.
Algunos autores emplean el término ANA debido a que el grupo está conformado por los tres clados de angiospermas más antiguos: Amborellales, Nymphaeales y Austrobaileyales. También se ha propuesto el nombre Nymphaeidae para este grupo parafilético.
Este grupo consta de solo unos cientos de especies, comparado con los cientos de miles de las demás angiospermas. 

## Evolución
El grupo debió surgir a principios del periodo Cretácico a juzgar por los fósiles conocidos del periodo Barremiense correspondientes a las especies Montsechia vidalii, Pseudoasterophyllites cretaceus y a ejemplares correspondientes al género Ceratophyllum así como otros ejemplares identificados como Nymphaeales.

## Características
Las flores son generalmente pequeñas, el polen suele ser el atractivo comestible en lugar de néctar o almidón y el estigma es seco.

## Filogenia
Las relaciones filogenéticas de los tres clados basales de angiospermas son las siguientesː
|  | Nymphaeales                                                                                                 |
|  | |
|  | \| \| Austrobaileyales \| \| \| \| \| \| Mesangiospermae (clado de las angiospermas no basales) \| \| \| \| |
|  | |
|  | Austrobaileyales                                                                                            |
|  | |
|  | Mesangiospermae (clado de las angiospermas no basales)                                                      |
|  | |

|  | Austrobaileyales                                       |
|  |                                                        |
|  | Mesangiospermae (clado de las angiospermas no basales) |
|  |                                                        |

|  | Nymphaeales                                                                                                 |
|  | |
|  | \| \| Austrobaileyales \| \| \| \| \| \| Mesangiospermae (clado de las angiospermas no basales) \| \| \| \| |
|  | |
|  | Austrobaileyales                                                                                            |
|  | |
|  | Mesangiospermae (clado de las angiospermas no basales)                                                      |
|  | |

|  | Austrobaileyales                                       |
|  |                                                        |
|  | Mesangiospermae (clado de las angiospermas no basales) |
|  |                                                        |

En ocasiones, este grupo se considera parte de un grupo parafilético mayor llamado de las paleodicotiledóneas.

## Galería

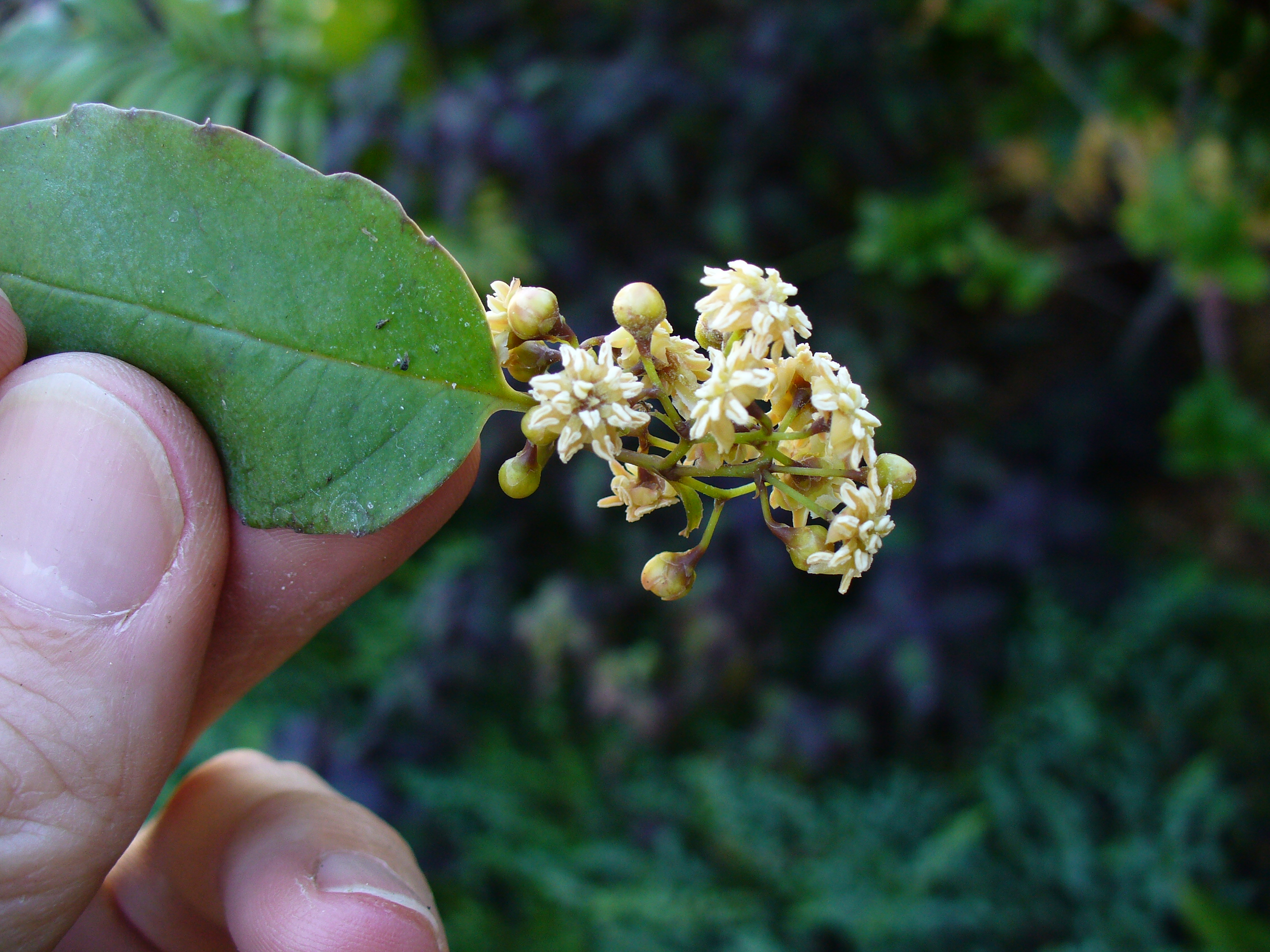
Flor masculina de Amborella
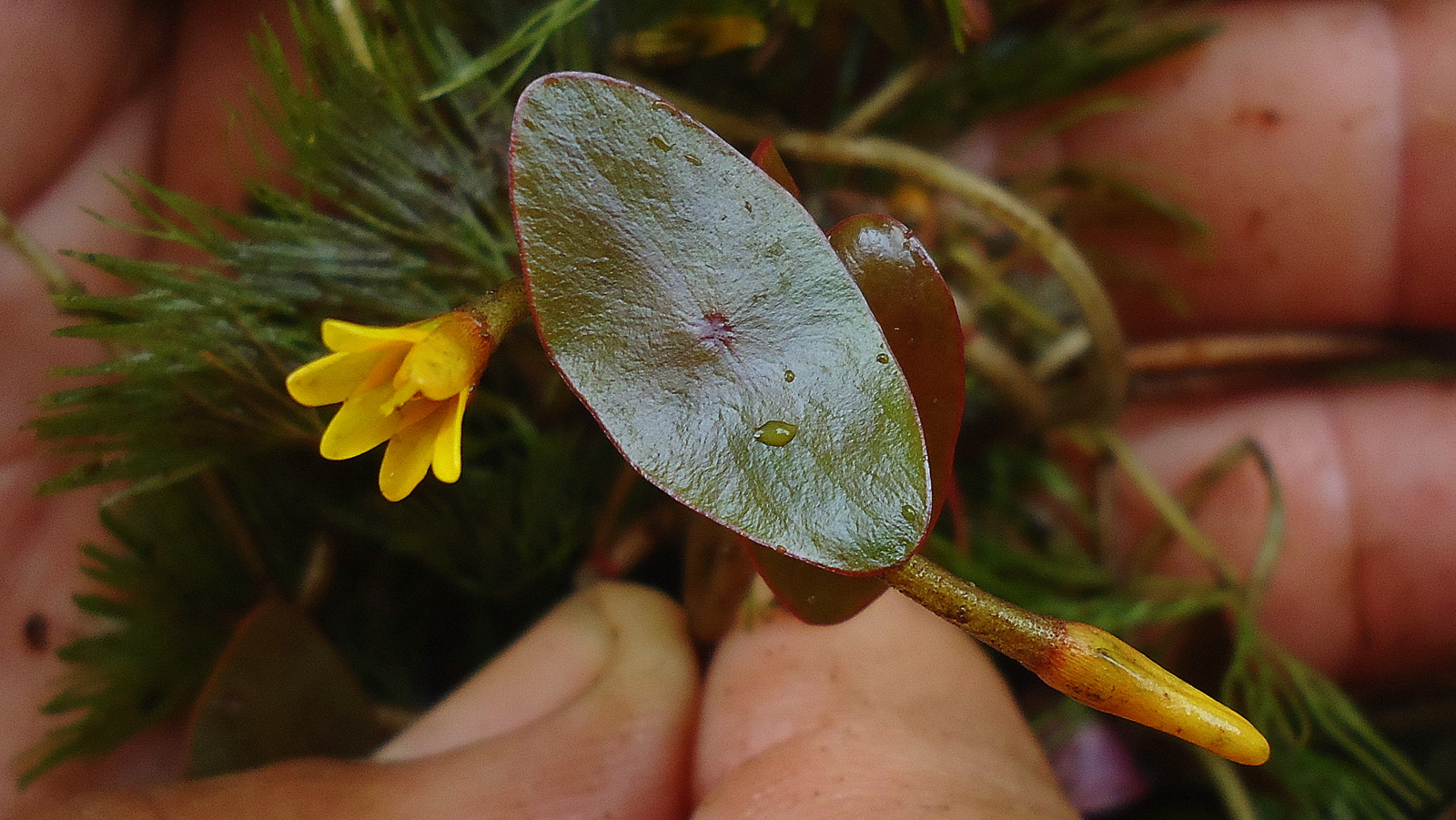
Cabomba aquatica
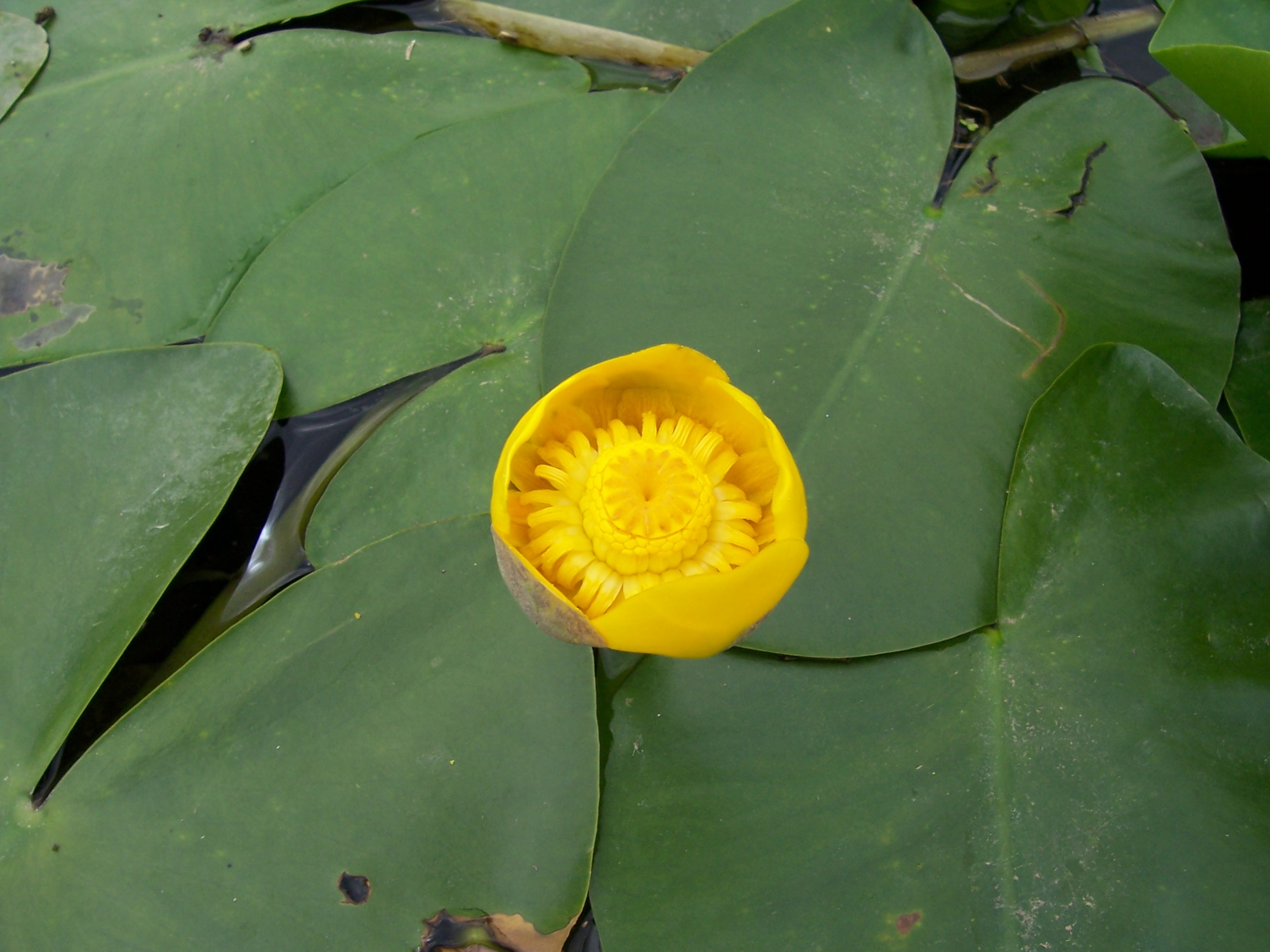
Nuphar lutea
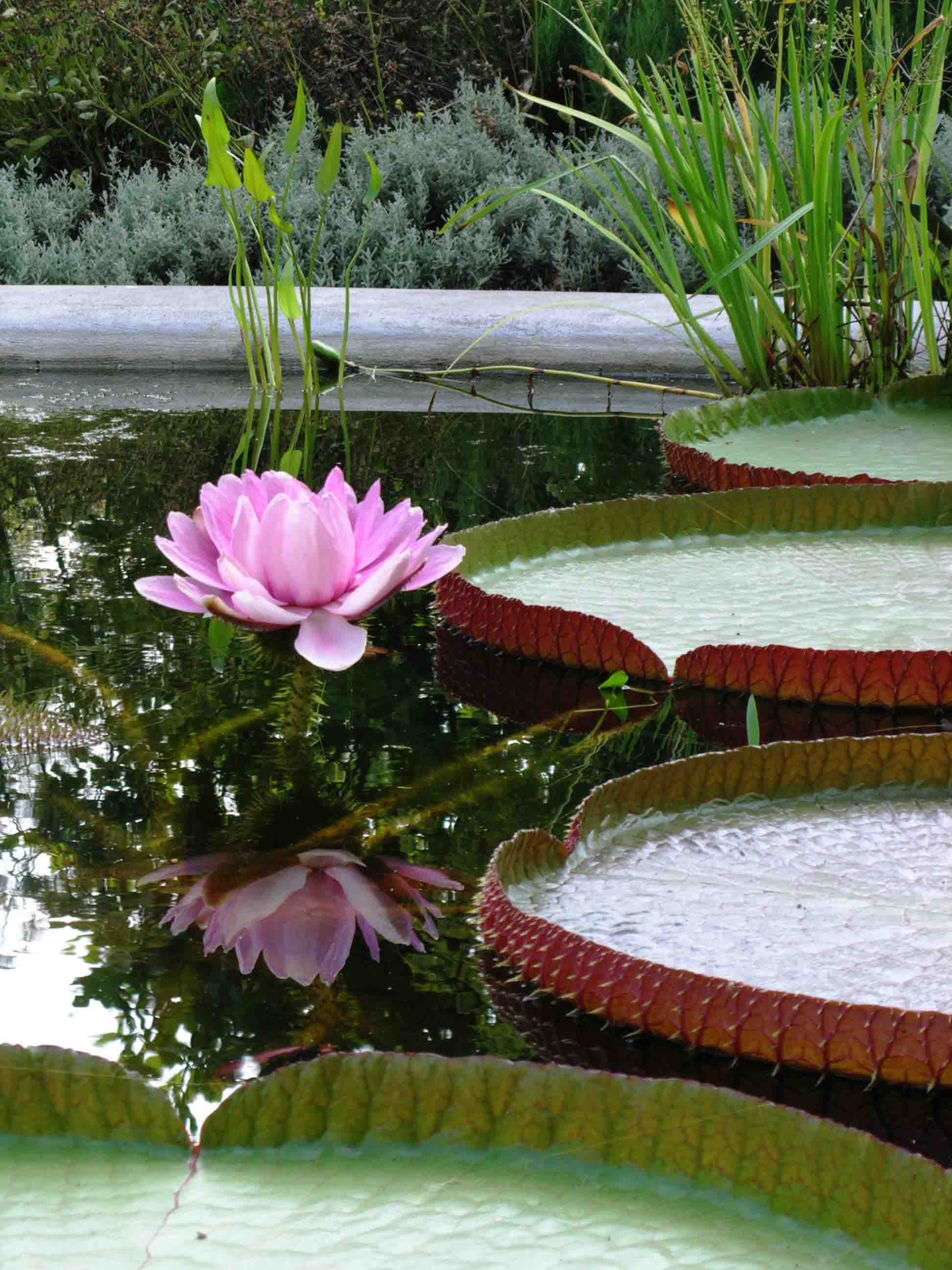
Victoria regia en flor
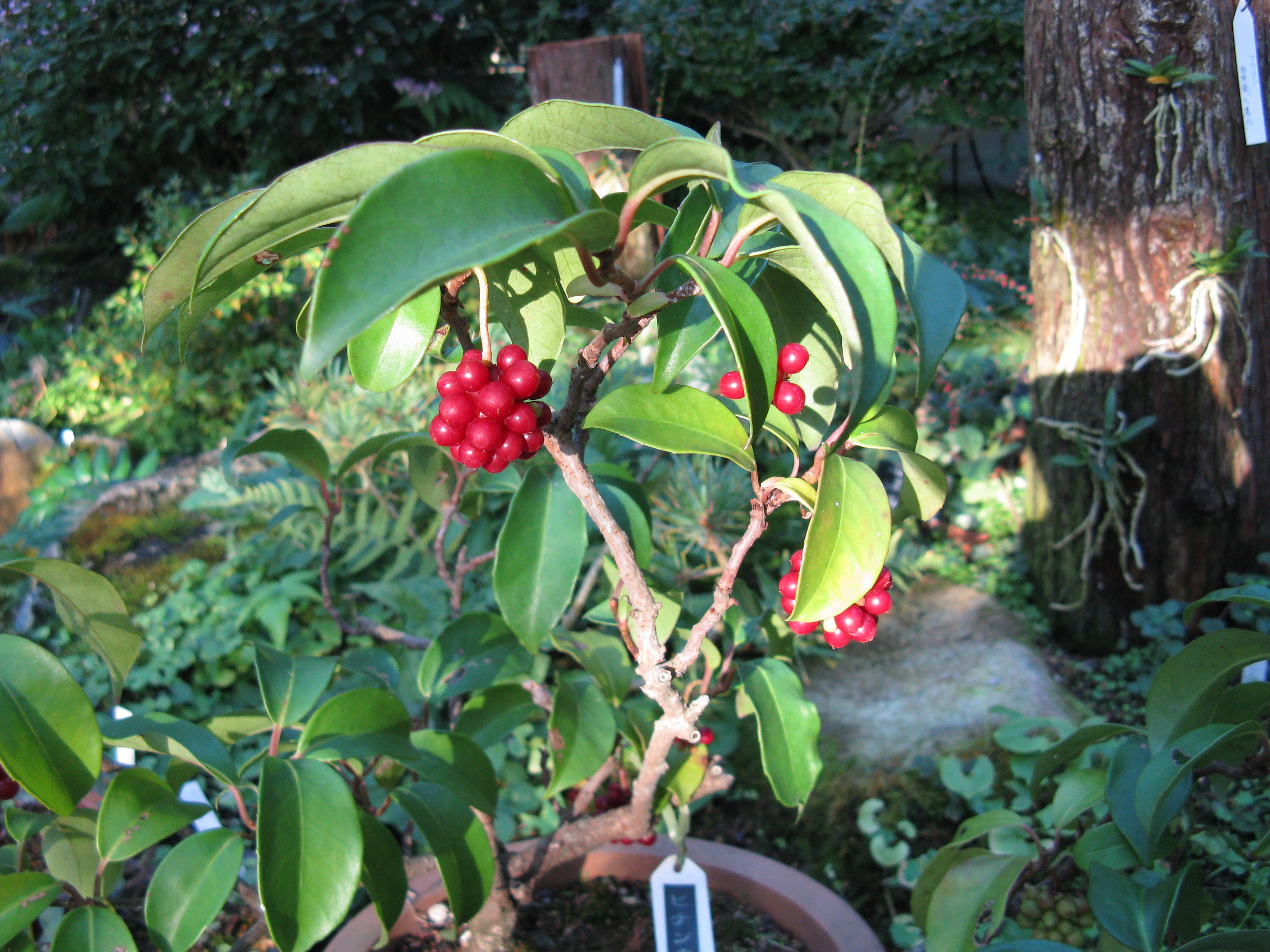
Kadsura japonica